# Casearia tinifolia
Casearia tinifolia Vent. – gatunek rośliny z rodziny wierzbowatych (Salicaceae Mirb.). Występował endemicznie na Mauritiusie. Obecnie uważa się a gatunek wymarły (ostatni raz był zaobserwowany w 1976 roku). 

## Morfologia
PokrójZrzucające liście drzewo dorastające do 6–7 m wysokości.
LiścieBlaszka liściowa ma kształt od eliptycznego do jajowatego. Mierzy 5,5–9 cm długości oraz 3–5 cm szerokości, jest całobrzega, ma ostrokątną nasadę i niemal spiczasty wierzchołek. Ogonek liściowy jest nagi i dorasta do 8–12 mm długości.
KwiatySą zebrane po 2–3 w pęczki, rozwijają się w kątach pędów. Mają 5 działek kielicha o okrągławym kształcie i dorastających do 6–7 mm długości. Kwiaty mają 12–14 pręcików.